# زنانی با گوشواره‌های باروتی
زنانی با گوشواره‌های باروتی نام مستندی است که دربارهٔ خانواده‌ي اعضای گروهک تروریستی داعش در سال ۲۰۱۱ تا ۲۰۱۷ ساخته شده‌است. کارگردان این مستند رضا فرهمند است. نور الحلی، روزنامه‌نگاری است که در اکثر مواقع در این مستند جلوی دوربین قرار می‌گیرد.

## داستان
روزنامه‌نگاری به نام « نور » در مسیری دشوار با همراه شدن با نیروهای ضدداعش عراقی، با زنان قربانی یا همسران داعشی‌ها، مصاحبه کرده و مصائب آن‌ها را جویا می‌شود. در این مستند، زنان، نالان و پشیمان نیستند و داعش را موجودی خوب دانسته و از رفتن آن‌ها راضی نیستند.

## جوایز و افتخارات
این فیلم در جشنواره‌های سینما حقیقت سال ۱۳۹۶ و جشنواره فیلم فجر ۱۳۹۶ شرکت داده شد و در جشنواره سینما حقیقت برنده جایزه بهترین فیلم بخش بین الملل، بهترین کارگردانی در بخش فیلم بلند، بهترین کارگردانی در بخش آوینی و بهترین صدا گردید.
و همچنین حضور در جشنواره لوکارنو، برنده دیپلم افتخار جایزه ویژه هیات داوران جشنواره ملینیوم بلژیک، کاندیدای جایزه بهترین فیلم از نگاه تماشاگران در جشنواره لایپزیگ آلمان، حضور در جشنواره پراگ، برنده جایزه اصلی جشنواره signes de nuit در پاریس از دیگر افتخارات این فیلم مستند است.